# Den nøgne Maja
Den nøgne Maja (spansk: La maja desnuda) er et oliemaleri af den spanske maler Francisco Goya (1746–1828). Maleriet forestiller en nøgen kvinde henslængt på en chaiselong med store puder. Det blev malet omkring 1797 til 1800 og menes at være den første klare skildring af kvindelig kønsbehåring i et stort vestligt maleri. Maleriet har været udstillet på Museo del Prado i Madrid siden 1910.

## Et par
Goya malede et andet maleri af samme kvinde i samme stilling, men påklædt, Den påklædte Maja (sp.: La maja vestida). De plejer at hænge ved siden af hinanden i Prado. Identiteten på modellen og baggrunden for malerierne er ukendt. Første optegnelse om dem angiver, at de tilhører Manuel Godoy, premierminister og hertug af Alcudia (på Mallorca). Det har været foreslået, at modellen var hans unge elskerinde Pepita Tudo . Det har også været foreslået, at modellen var hertuginden af Alba, Maria del Pilar Teresa Cayetana de Silva y Álvarez de Toledo, som han også skulle have haft et nært forhold til, og som han havde portrætteret i andre malerier. Måske er den afbillede kvinde i virkeligheden sammensat af flere forskellige modeller; "maja" betyder i dette tilfælde "attraktiv kvinde" på spansk og skrives ikke med stort.
I 1815 blev Goya indkaldt af den spanske inkvisition for at afsløre, hvem der havde givet ham en bestilling på denne obskøne Den nøgne Maja. Hvis Goya redegjorde for maleriets oprindelse, er denne forklaring aldrig viderebragt, og han blev frataget sin titel som spansk hofmaler. To sæt frimærker med afbildninger af La maja desnuda blev produceret på privat initiativ i 1930 og senere officielt godkendt af det spanske postvæsen. Breve med frimærkerne med den nøgne kvinde til USA blev returneret til Spanien.